# Státní gymnázium na Žižkově
Státní gymnázium na Žižkově (C. k. gymnasium v Žižkově, Libušina 37) je zrušená střední škola v Praze, která sídlila ve školní budově v Kubelíkově ulici (dříve Libušina). Její budovu užívá Obchodní akademie.

## Historie
Škola byla založena roku 1903 ve Vlkově ulici. Od roku 1913 sídlila v budově postavené architektem Aloisem Špalkem, který pro ni jako pro jednu z prvních pražských staveb navrhl železobetonovou stropní konstrukci. Budova je památkově chráněná.

## Názvy školy
- od 1903 C. k. gymnasium v Žižkově, Libušina 37
- od 1918 Státní gymnasium v Žižkově, Libušina 39
- od 1925 České státní gymnasium v Praze XI. – Žižkově, Libušina 37 (od 1930 Dvořákova)
- od 1931 Československé státní gymnasium Praha XI. – Žižkov, Dvořákova 37
- od 1939 Gymnasium v Praze XI. – Žižkově, Dvořákova 37
- od 1953 13. jedenáctiletá střední škola v Praze 11, Kubelíkova 37[3]

## Učitelé a absolventi
Učitelé
- Vojtěch Jirát
- Vladimír Kovářík

Absolventi
- Jaroslav Seifert[4]
- František Němec novinář
- Jaroslav Žák
- Milan Adam
- Zdeněk Karel Slabý